# Romain Schintgen
Romain Schintgen (* 22. März 1939 in Luxemburg) ist ein luxemburgischer Rechtswissenschaftler und ehemaliger Richter am Europäischen Gerichtshof in Luxemburg.
Schintgen studierte Rechtswissenschaft an den Universitäten Montpellier und Paris. 1964 wurde er zum Doktor der Rechte promoviert und erhielt die Zulassung als Rechtsanwalt. Zwischen 1966 und 1989 war er zunächst als Attaché, ab 1987 als Administrateur général im luxemburgischen Ministerium für Arbeit und Soziale Sicherheit tätig. Des Weiteren war er Verwaltungsratsmitglied der Société nationale de crédit et d’investissement und der Société européenne des satellites und ist Lehrbeauftragter an der Universität Luxemburg. 1988/1989 war er außerdem Präsident des luxemburgischen Wirtschafts- und Sozialrats.
Am 1. September 1989 wurde er als Richter am Europäischen Gericht erster Instanz ernannt, an dem er bis zum 11. Juli 1996 tätig war. Ab 12. Juli 1996 war er Richter am Europäischen Gerichtshof und schied am 14. Januar 2008 aus diesem Amt vorzeitig aus. Hierfür waren private Gründe ursächlich, seine Amtszeit hätte an sich noch bis 2009 gedauert. Im Gegensatz zu der Praxis vieler anderer Staaten, die einen Richter nur für die Zeit eines Mandats an den Europäischen Gerichtshof entsenden, wurde er, wie in Luxemburg üblich, auch für ein zweites Mandat berufen.
Seine luxemburgischen Vorgänger waren: Charles Léon Hammes (1952–1967), Pierre Pescatore (1967–1985) und Fernand Schockweiler (1985–1996). Sein Nachfolger ist Jean-Jacques Kasel.